# Сервеч (Минская область)
Большой Сервеч (бел. Вялікая Сэрвач), также Сервачь — деревня в Вилейском районе Минской области Белоруссии, в составе Людвиновского сельсовета. Население 56 человек (2009).

## География
Деревня находится в 2 км к северу от центра сельсовета агрогородка Людвиново и в 28 км к северо-востоку от центра города Вилейка. Большой Сервеч стоит на левом берегу реки Сервечь чуть выше места, где она впадает в северо-восточную оконечность Вилейского водохранилища. Через деревню проходит автодорога Р29 Вилейка — Долгиново — Докшицы, в деревне мост автодороги над рекой Сервечь.

## История
Согласно историческим источникам известен с начала XVI века как имение Сервеч. В 1505 г. воевода трокский и маршалок великий литовский Ян Заберезинский получил королевскую привилегию на 5 сёл у реки Сервечь. В 1555 году Сервеч — собственность Ю. Ванькевича, впервые упомянута церковь в селе. В 1617 году в имении на средства Яна Бжостовского и Рафаила Сулистровского был построен деревянный костёл. В XVII—XVIII веках имение многократно меняло хозяев.

В книге "Материалы по истории и географии Дисненского и Вилейского уездов Виленской губернии" (Витебск, 1896) упоминается про кальвинистский сбор в селе Сервечь:
"Некогда в Сервече был кальвинский "збор", о котором упоминает Жарновецкий в своем донесении Кейданскому синоду, в 1684 г. В настоящее время, в Вилейском у., известны три имения, носящие это название: Сервечь, Сервечь Великий и Сервечь Малый: все три - при р. Сервечь, в верстах 25-28 от Вилейки".
С 1793 года после второго раздела Речи Посполитой Сервеч, как и вся Вилейщина, входил в состав Российской империи, был образован Вилейский уезд в составе сначала Минской губернии, а с 1843 года Виленской губернии.
В Национальном историческом архиве Беларуси хранятся метрические книги Сервечского костела монахов-тринитариев за 1827 год и Сервечского филиального костела за 1835 - 1838 годы.
В XIX веке Сервеч перешёл к роду Козелл-Поклевских, которые выстроили в имении дворянскую усадьбу. В 1852 году на средства Яна Наполеона Козелл-Поклевского был возведён новый деревянный католический храм (не сохранился). Помимо этого в середине XIX века на местном кладбище была построена каменная часовня-усыпальница Козелл-Поклевских (сохранилась). Братья Ян и Винцент Козелл-Поклевские приняла активное участие в восстании 1863 года.
В начале XX века имение Большой Сервеч насчитывало 39 жителей, 620 десятин земли; винокуренный завод.
После подписания Рижского мирного договора (1921) Сервеч перешёл в состав межвоенной Польши,и входил в состав Вилейского повета Виленского воеводства. С сентября 1939 года в составе БССР. В 1950-х годах деревянный католический храм 1852 года постройки был разобран и перевезён в соседнюю деревню Давыдки, где был оборудован под клуб. В 2012 году здание было разобрано.

## Достопримечательности
- Часовня-усыпальница Козелл-Поклевских, середина XIX века, классицизм. Расположена на кладбище к югу от деревни
- Усадьба Козелл-Поклевских, XIX век. От усадьбы сохранились здание винокурни, кузница, хозпостройки и фрагменты парка. От бывшего усадебного дома остались лишь фрагменты стены.